# Plemena ovcí

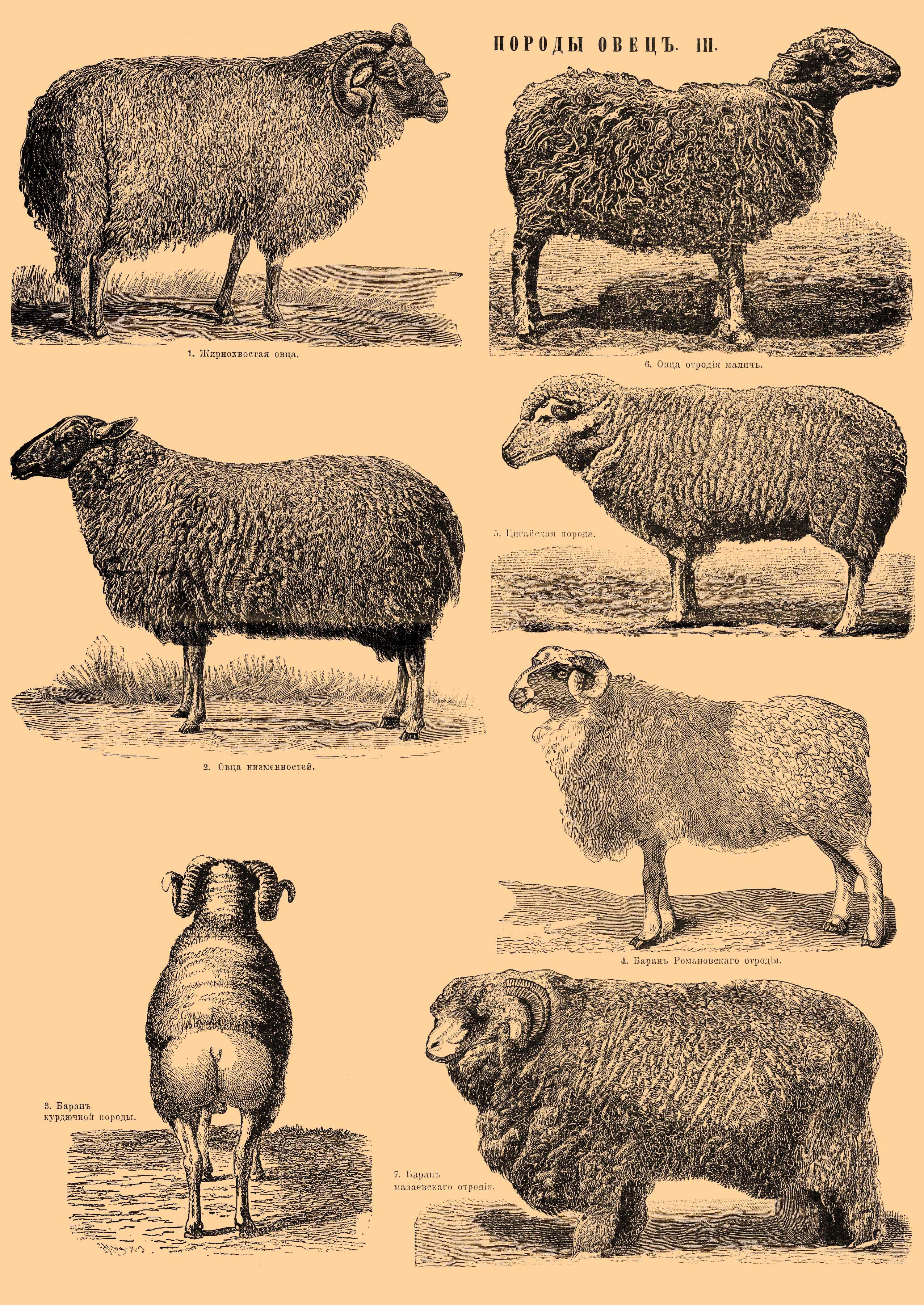
Plemena ovcí (Encyklopedie Brockhaus - Jefron, před 1907)

Plemena ovcí jsou populace ovce domácí stejného původu s charakteristickými vlastnostmi a znaky. Během domestikace se umělým výběrem posílily jednotlivé žádoucí vlastnosti zvířat a v současnosti se od sebe chovaná plemena více či méně výrazně odlišují. Na světě existuje až 600 jednotlivých plemen. Tato plemena se zařazují do jednotlivých plemenných skupin a liší se užitkovým zaměřením. V České republice se chovají především plemena s masnou užitkovostí, dále plemena s užitkovostí kombinovanou a plemena plodná. Na území Česka vznikla dvě plemena ovcí, ovce šumavská a ovce valašská. Obě plemena jsou zařazena do genových zdrojů.
Stejně jako ostatní plemena hospodářských zvířat lze i plemena ovcí dělit podle řady hledisek. Zootechnická klasifikace rozděluje plemena ovcí podle délky a tvaru ocasu, dále se plemena třídí podle užitkovosti a stupně prošlechtění, podle charakteru vlny či podle geografického rozšíření a země původu.

## Původ ovce domácí

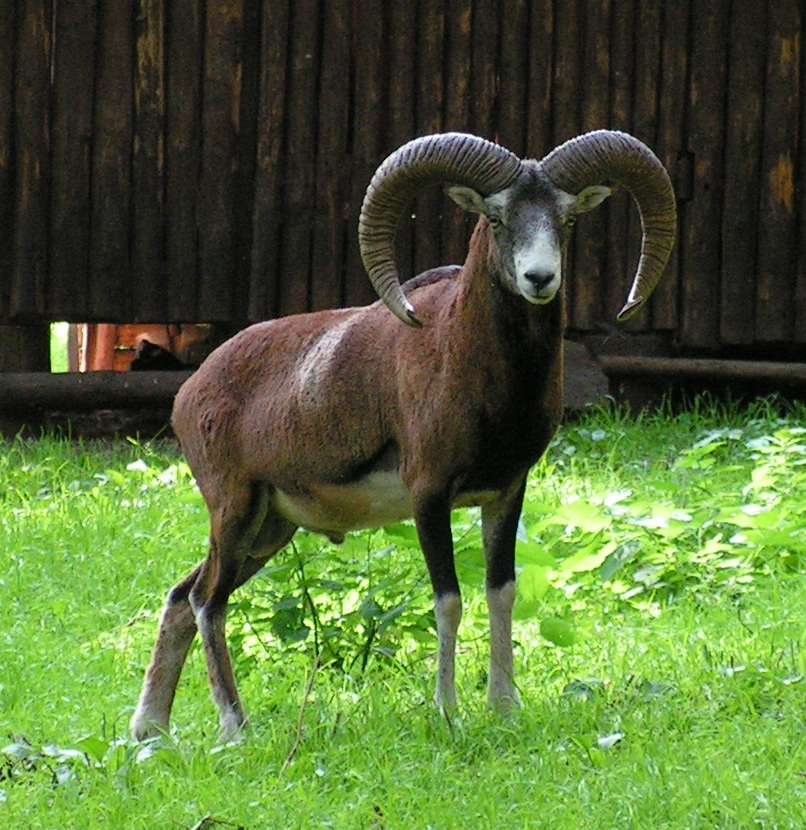
Muflon, předpokládaný předek krátkoocasých plemen ovcí

Domácí ovce je zvíře polyfyletického původu, to znamená, že její původ je odvozen od více divokých předků. Z těchto divokých zvířat vychází jednotlivé plemenné skupiny současných domestikovaných ovcí.
| Divoký předek                                                                         | Výskyt předka                                       | Oblast domestifikace  | Plemena ovcí                                       |
| muflon evropský (Ovis orientalis musimon) muflon asijský (Ovis orientalis orientalis) | jižní Evropa, západní Asie                          | jižní Evropa          | krátkoocasé ovce                                   |
| ovce kruhorohá, arkal (Ovis orientalis arkal)                                         | hory Íránu a přilehlých oblasti                     | přední a střední Asie | dlouhotenkoocasé ovce                              |
| ovce stepní, urial(Ovis vignei)                                                       | stepi východně od Kaspického moře                   | přední a střední Asie | tlustoocasé ovce, jemnovlnné ovce (merino)         |
| argali, ovce středoasijská (Ovis ammon)                                               | Ťan-šan, Pamír, Altaj a další pohoří centrální Asie | střední Asie          | snad tlustozadké ovce a plemena Tibetu či Himálaje |

Dle současných výzkumů je platnost tohoto modelu zpochybňována. Na vzniku domácích ovcí měly zřejmě největší podíl ovce kruhorohá a ovce stepní. Muflon evropský je zřejmě zdivočelý potomek neolitických domácích ovcí, dovezených na Sardinii a Korsiku člověkem. Význam argaliho je dosud sporný, jeho potomky mohou být některá tlustozadká plemena Centrální Asie (např. ovce hissarská) a ovce tibetské, vyznačující se velkým tělesným rámcem. Jisté je, že na vzniku ovce domácí neměla žádný podíl paovce hřivnatá, která se s ovcí domácí nekříží.
Zootechnická klasifikace pak ovce třídí podle délky a tvaru ocasu do čtyř základních plemenných skupin.
1. krátkoocasé ovce, Brachycerae, mají ocas tvořený méně než třinácti ocasními obratli. Původ je odvozen od evropského muflona. Mezi krátkoocasá plemena se řadí například romanovská ovce, vřesová ovce, rašelinná ovce, východofríská ovce, finská ovce a vůbec všechna severoevropská plemena
2. dlouhotenkoocasé ovce, Doliceracae, se vyznačují ocasem tvořeným více než třinácti ocasními obratli, přičemž v ocase se neukládá tuk. Tvoří 65 % všech plemen, například merino, cigája, valašská ovce, šumavská ovce a mnoho dalších.
3. tlustoocasé (širokoocasé) ovce, Platycerae jsou plemena, které ukládají v ocase tuk. Jsou to především ovce pouštních oblastí Afriky a Asie. Ocas může být krátký, jako u mongolských či sibiřských ovcí, nebo dlouhý, jako mají ovce karakulské, bečuánské, michnovské nebo karabašské.
4. tlustozadké ovce, Steatopygae, jsou plemena ovcí aridních oblastí, která ukládají zásobní tuk v podkožním vazivu na hýždích, jejich ocas je ale tenký a málo vyvinutý. Mezi tlustozadké ovce se řadí například awassi a somálská ovce.

## Užitkové směry

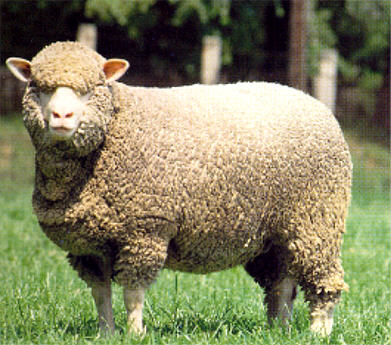
Polské merino, vlnařské plemeno ovcí

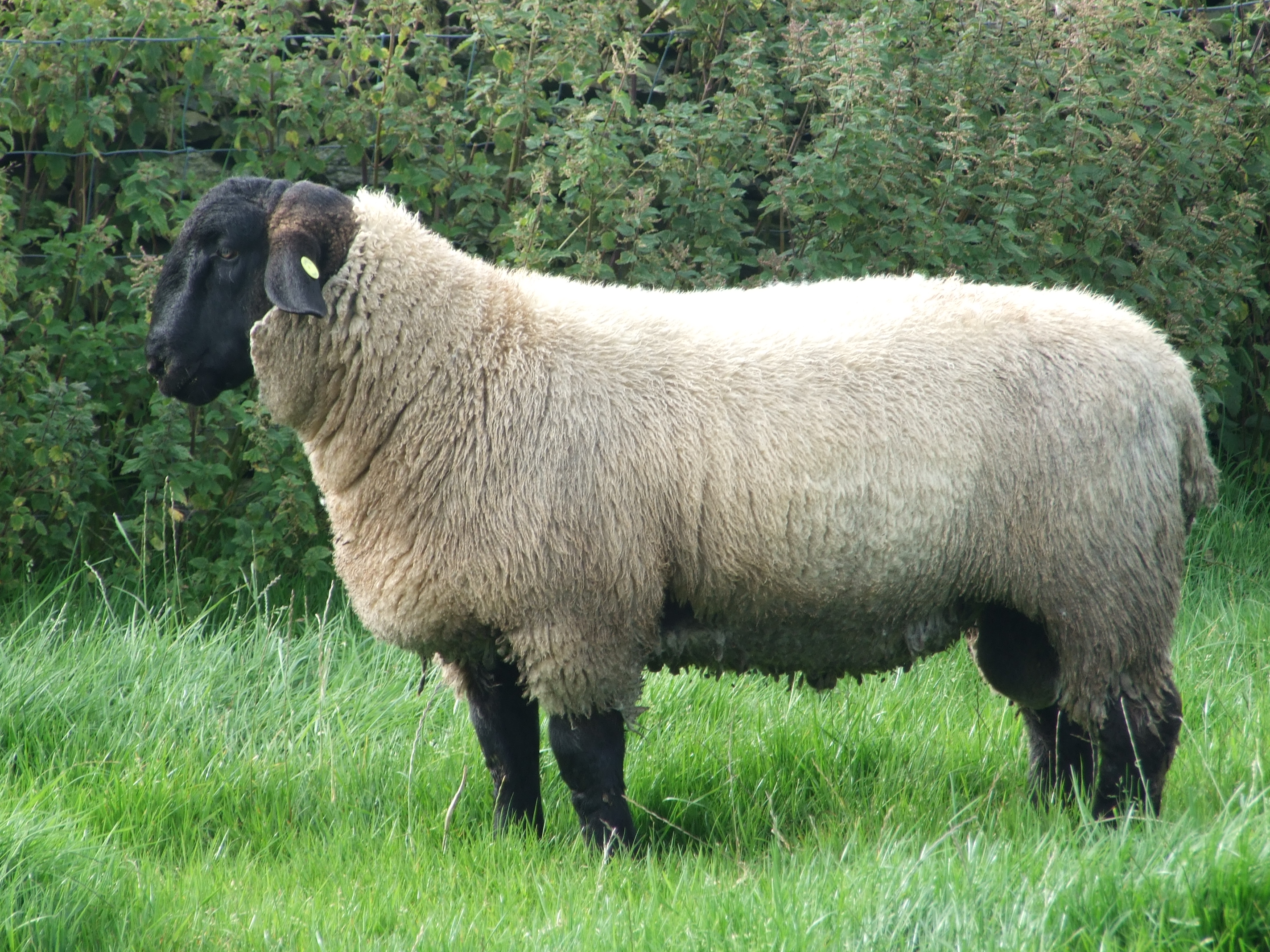
Suffolk, maské plemeno ovcí

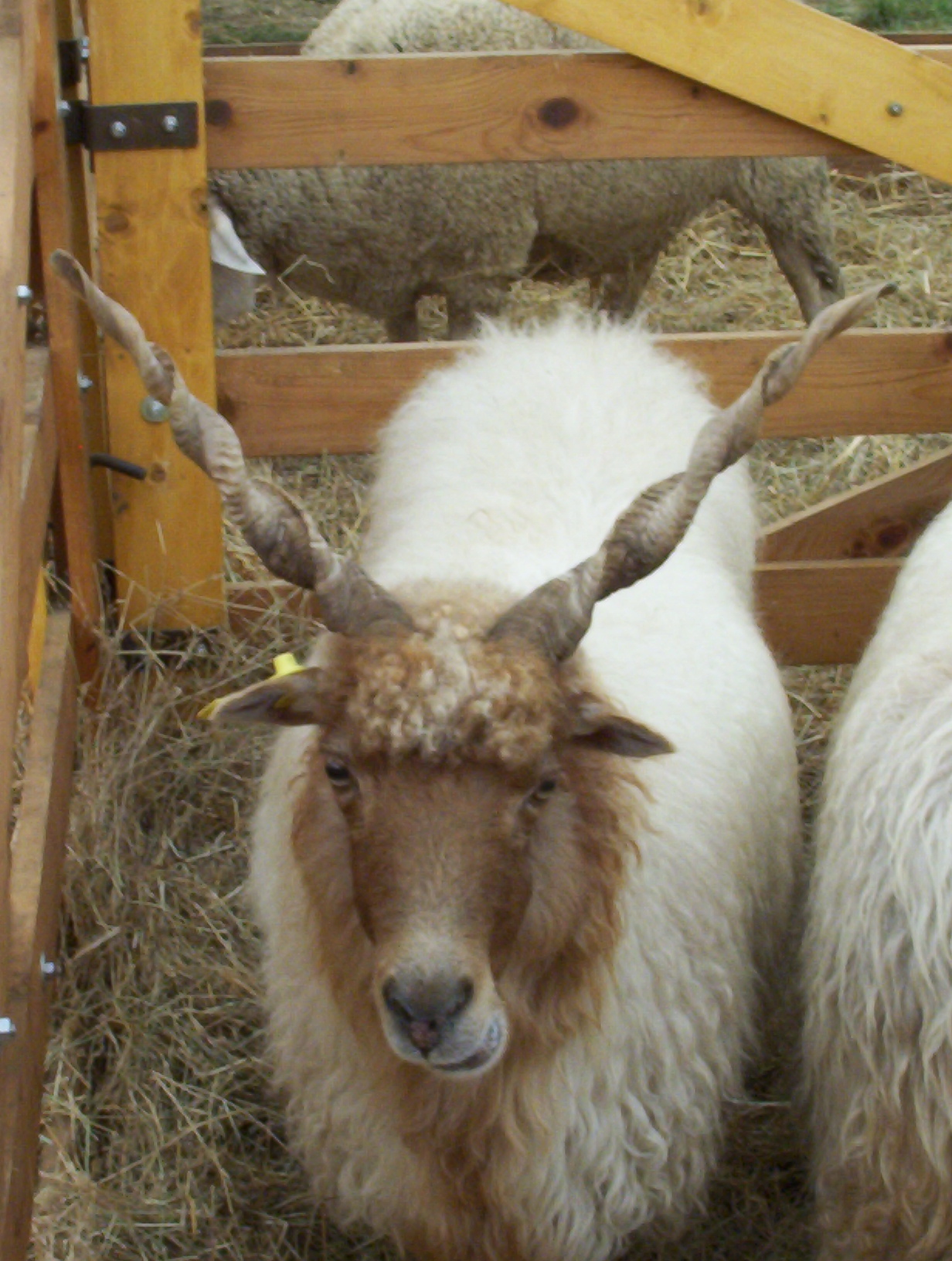
Cápová ovce, primitivní plemeno ovcí s kombinovanou užitkovostí

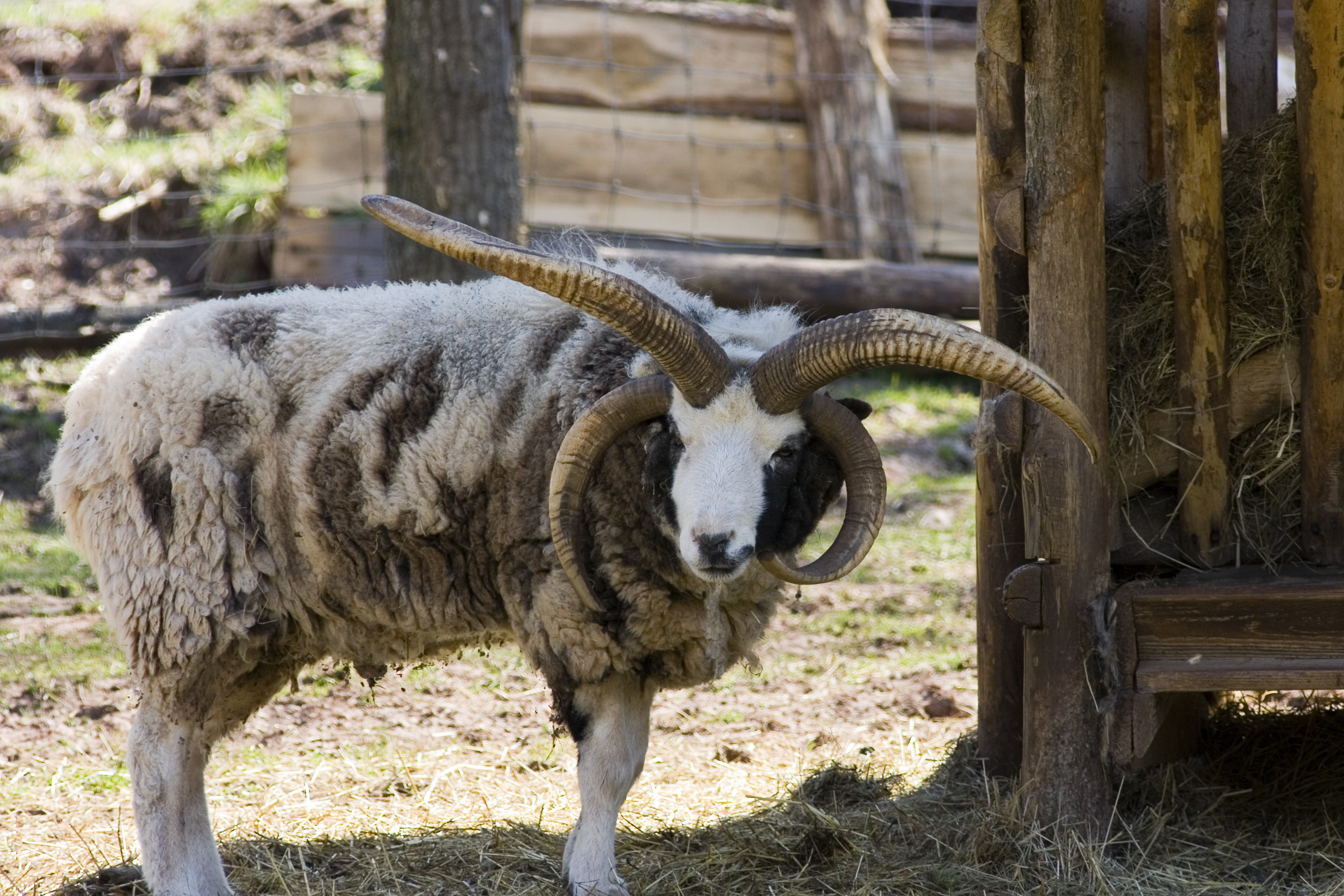
Jákobova ovce, hobby plemeno ovcí

Hlavní užitkovost ovcí spočívá v produkci ovčí vlny, masa a mléka. Zvláštností jsou ovce šlechtěné pro výrobu kožichů a kožešin, existují též hobby plemena chovaná ze záliby. Podle užitkového směru se ovce dělí na několik skupin víceméně specializovaných plemen:
1. vlnařská plemena jsou plemena ovcí určená k produkci vlny. Jedná se především o merino a plemena od něj odvozená, jako je francouzská česanka
2. masná plemena[3], též žírná plemena, jsou ovce určené pro produkci jehněčího a skopového masa. Do této skupiny patří anglická a francouzská masná plemena a plemena od nich odvozená, např. suffolk, texel, charolais, oxford down, berichone du cher, případně krátkosrstá ovčí plemena tropů a subtropů, např. kamerunská ovce, černohlavá somálská ovce, dorper či madráská červená ovce.
3. kožichová plemena jsou plemena šlechtěná k produkci kůží s hrubší vlnou k výrobě kožichů. Mezi kožichová plemena patří romanovská ovce, vřesová ovce či kaludinská ovce
4. kožešinová plemena slouží k produkci jemných, především jehněčích kožešin. Příkladem je karakulská ovce, afghánská ovce, malič (krymská ovce) nebo sokolovská ovce.
5. dojná plemena jsou plemena specializovaná pro produkci mléka. Typickými plemeny jsou východofrízská ovce, zwartbles a awassi, pro mléčnou užitkovost se chová i lacaune, bizet, některá italská, řecká a severoafrická plemena ovcí.
6. plodná plemena je označení pro plemena vyznačujícími se početnými vrhy s dvěma až čtyřmi jehňaty. Jedná se kupříkladu o romanovskou, finskou nebo okulskou ovci.
7. plemena s kombinovanou užitkovostí jsou chována s důrazem na vícestrannou produkci, například vlna-maso či vlna-maso-mléko. Mezi kombinovaná plemena patří cigája, romney marsh (kent), německá dlouhovlnná ovce, valašská ovce (valaška), cápová ovce (racka) nebo šumavská ovce
8. plemena se zvláštním vzhledem neboli hobby plemena jsou chovaná spíše jako zájmová zvířata než pro užitek: patří sem například Jákobova ovce a další vícerohá plemena, ovce ouessantská či ovce kamerunská.

Kulturní plemena ovcí jsou prošlechtěna pro určitý konkrétní užitek (vlna, maso, mléko, kožešina). Zpravidla mají jen jednostrannou užitkovost - vynikají v kvalitě masa, mléka nebo vlny, zatímco ostatní užitkovost je zanedbatelná. Například vlnařská plemena se vůbec nedojí ani neporážejí pro maso, ale jsou šlechtěna jen na vysokou produkci vlny. Maso mají málo chutné a mléko stačí pouze pro jehňata. Na druhou stranu zušlechtěná, přechodná plemena zpravidla mají užitkovost kombinovanou. Jejich užitkovost je vyšší než u primitivních plemen, ale nedosahují produkce plemen kulturních.
Primitivní plemena jsou ta nejstarší, nejpůvodnější plemena ovcí. Nejsou změněna umělým výběrem, ale vznikla na podkladě výběru přirozeného. Jsou zpravidla nenáročná, velmi odolná, ale jejich užitkovost je nízká. Slouží jako genová rezerva, zásobárna alel pro další šlechtění. Mezi primitivní plemena patří valašská ovce, vřesovištní ovce či soayská ovce.

## Plemena ovcí tříděna podle složení a kvality vlny

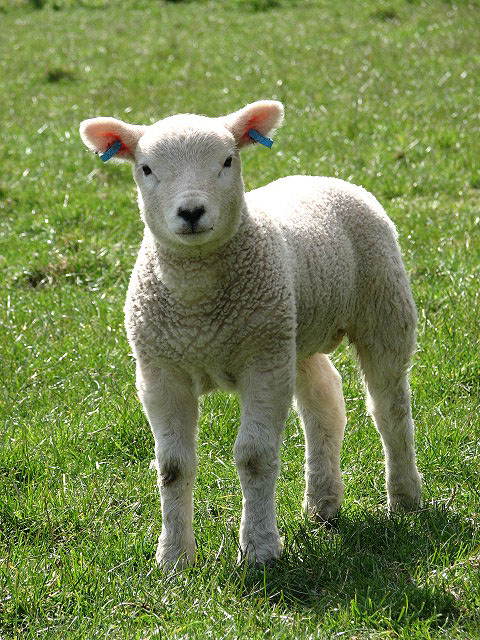
Jehně plemene texel, porostlé vlnou

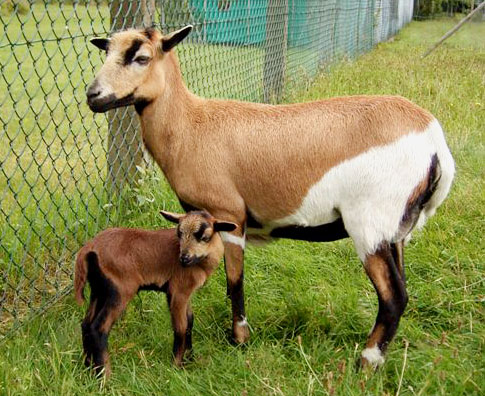
Kamerunská ovce porostlá srstí

Plemena ovcí lze třídit i podle vlny, a to podle jejího charakteru, jemnosti, délky či barvy, podle utváření rouna a podle počtu ročních střiží.
- plemena s jednotnou vlnou mají vlnu tvořenou jen jedním druhem chlupů, tzv. vlnovlasů. Patří sem jemnovlnná a polojemnovlnná plemena ovcí (merino, cigája, texel) a zvláštní skupina polohrubovlnných plemen ovcí (rouno složeno s polopesíků a je bez podsady - např. plemena leicester, lincoln).
- plemena s polosmíšenou vlnou mají ovčí rouno tvořeno velkým počtem vlnovlasů a malým množstvím polopesíků.
- plemena ovcí s vlnou smíšenou jsou charakterizovány ovčím rounem, které je tvořeno vlnovlasy, polopesíky a pesíky.
- plemena srstnatá jsou plemena zcela bez produkce vlny, tělo je kryto srstí, která líná. Mezi srstnatá plemena patří primitivní africká plemena, jako je somálská ovce a kamerunská ovce)

Podle jemnosti vlny se plemena dělí na následující skupiny plemen:
- velejemnovlnná
- jemnovlnná - merinová plemena ovcí, např. australské merino, jihoafrické merino, žírné merino a další.
- polojemnovlnná - texel, východofríská ovce
- polohrubovlnná - anglická dlouhovlnná plemena (leicester, lincoln, dishley)
- hrubovlnná - vřesová ovce, pomořanská ovce, mongolská ovce a další primitivní plemena
- srstnatá - v letním období je tělo kryto srstí, v zimě narůstá jemná podsada, která na jaře vypadává. Kožky se zpracovávají na kožešnické zboží. Do této skupiny řadíme plemena blízká divokým ovcím, jako jsou bečuánské ovce, kamerunská ovce nebo somálské ovce.

Podle počtu ročních stříží se plemena dělí na plemena jednostřížná, která se stříhají jedenkrát ročně, do této skupiny patří všechna jemnovlnná a některá polojemnovlnná, masná plemena ovcí, dále na plemena dvojstřížná, která se stříhají 2x ročně, mezi tato plemena náleží polojemnovlnná, polohrubovlnná a hrubovlnná plemena, a plemena vícestřížná, která se stříhají minimálně 3x ročně, příkladem je romanovská ovce.

## Podle chovného směru
Dalším hlediskem, podle kterého se rozdělují plemena ovcí do jednotlivých skupin, je chovný směr. Jedná se o kombinaci třídění podle užitkovosti a podle kvality vlny.
1. vlnařská plemena ovcí - např. stavropolské merino
2. vlnařskomasná plemena ovcí s vlnou jemnou - např. masné merino, merinolandschaf, romney marsh, dlouhovlnná německá ovce, cigája, zušlechtěná valaška, šumavská ovce, bergschaf, zwartbles, wurtenberská ovce
3. vlnařskomasná plemena ovcí s vlnou polojemnou - např. texel
4. dojná plemena ovcí s vlnou polojemnou - např. východofríská ovce
5. dojné plemena ovcí s vlnou smíšenou - např. valašská ovce

## Plemena ovcí z hlediska geografického a teritoriálního rozšíření

### Geografické rozšíření
Z hlediska geografického rozšíření lze rozlišit plemena severská, jako je ovce finská, romanovská, či skudde. Plemena horská vznikla v horských oblastech, příkladem je bílá alpská ovce, šumavská ovce, skotská černohubka či lacaune. Plemena nížinná jsou plemena ze severního pobřeží západní Evropy, jako je bělohlavá masná ovce, východofríská ovce, charollaiská ovce či pomořanská ovce a dále ovce z Velké Británie, hampshirská ovce, suffolkská ovce nebo oxford down. Mezi stepní a polopouštní plemena se řadí ovce karakulská. Ze stepních ovcí vychází ovce vřesové, přizpůsobené spásání chudých vřesovišť.

### Teritoriální rozšíření
Plemena ovcí lze rozdělit rovněž podle zemí jejich původu:
- Austrálie
  - australské merino
  - corriedale
- Bývalá Jugoslávie
  - cigája
- Česko
  - šumavská ovce
  - valašská ovce (valaška)
- Egypt
  - rahmani (egyptská tlustoocasá ovce)
- Estonsko
  - skudde
- Finsko
  - finská ovce
- Francie
  - berichone du cher
  - charolaiská ovce
  - ile de France
  - lacaunská ovce
  - modrohlavá masná ovce
  - ouessantská ovce
  - rambouilletské merino (francouzská česanka)
- Indie
  - červená madráská ovce
- Izrael
  - awassi
- Jihoafrická republika
  - afrikánská tlustoocasá ovce
  - dorper
- Kamerun
  - kamerunská ovce (západoafrická zakrslá ovce, djallonké)
- Maďarsko
  - cápová ovce (hortobágyská racka)
- Německo
  - bělohlavá masná ovce
  - černá mléčná ovce
  - merinolandshaf
  - německá dlouhovlnná ovce
  - německá horská ovce (bergschaf)
  - vřesová ovce (heidschnucke)
  - východofríská ovce
- Nizozemsko
  - texelská ovce
  - holandská černá ovce (zwartbless)
- Polsko
  - cakel
  - olkuská ovce
  - pomořanská hrubovlnná ovce
- Rakousko
  - korutanská brýlová ovce
- Rusko
  - krymská ovce (malič)
  - michnovská ovce
  - romanovská ovce
- Řecko
  - chioská ovce
- Somálsko
  - somálská černohlavá ovce
- Spojené království
  - boreray (hebridská ovce, svatokildská ovce)
  - hampshirská ovce
  - herdwick
  - Jákobova ovce (jackob)
  - leicesterská ovce
  - oxfordská nížinná ovce
  - manský loaghtan (manská čtyřrohá ovce)
  - romney marsh
  - skotská černohubka
  - soayská ovce
  - suffolkská ovce
- Spojené státy americké
  - navažská ovce (navajo churro)
- Španělsko
  - churra
  - merino negretti
- Švýcarsko
  - jurská ovce
  - walliská černonosá ovce
- Tádžikistán
  - hissarská ovce (středoasijská tlustozadká ovce)
- Tibet
  - tibetská horská ovce (bhutia, hunia)
- Ukrajina
  - askanijské merino
  - sokolovská ovce
- Uzbekistán
  - karakulská ovce